# Hilda Pihlajamäki

Hilda Pihlajamäki, bild från början av 1930-talet.

 Hilda Johanna Pihlajamäki, född Martin 12 november 1886 i Kangasala, död 23 augusti 1951, var en finländsk skådespelare. Hon var gift med skådespelaren Aapo Pihlajamäki.
Pihlajamäki var dotter till bonden Kustaa Ranta-Koivisto och Johanna Lovisa Pulkki. Hon studerade skådespeleri i Sverige 1893, 1895, 1897 och 1899, i Tyskland 1896, i Paris, Berlin och Köpenhamn 1910 samt i Paris 1926. Hon verkade som skådespelare vid August Aspegrens teater 1887–1897, vid Nya teatern 1897–1899, vid finska landsbygdsteatern 1899–1903, vid Kasimir Leinos finländska teater 1903–1904 samt vid Finlands nationalteater 1904–1932. Hon verkade även som lärare vid teaterskolan vid Helsingfors konservatorium 1932–1934. Åren 1934–1951 var hon ledare för Rosen-korset samt tilldelades Pro Finlandia-medaljen 1946.

## Filmografi[1]
- Och under låg den brinnande sjön, 1937
- Miehen kylkiluu, 1937
- Aila, Pohjolan tytär, 1951